# Парамонов, Николай Петрович
Николай Петрович Парамонов (1906, Суруловка, Симбирская губерния — 1961) — советский хозяйственный, государственный и политический деятель, Герой Социалистического Труда.

## Биография
Родился в 1906 году на территории современного Новоспасского района Ульяновской области. Член ВКП(б) с 1929 года.
С 1922 года — на хозяйственной, общественной и политической работе. В 1922—1961 гг. — ученик продавца в магазине, рабочий кожевенного завода в Сызрани, в РККА, заведующий организационным отделом Кокандского городского комитета ЛКСМ Узбекистана, заведующий организационным отделом Ленинабадского городского комитета ЛКСМ Таджикистана, секретарь комитета комсомола Варзобстроя, парторганизатор строительства дороги Сталинабад — Ташкент, инструктор Ленинабадского горкома КП(б) Таджикистана, секретарь парткома Вахшстроя, первый секретарь Октябрьского райкома КП (б) Таджикистана, участник Великой Отечественной войны, первый секретарь Курган-Тюбинского райкома, первый секретарь Курган-Тюбинского горкома КП(б) Таджикистана.
Указом Президиума Верховного Совета СССР от 2 июня 1948 года присвоено звание Героя Социалистического Труда с вручением ордена Ленина и золотой медали «Серп и Молот».
Избирался депутатом Верховного Совета СССР 3-го, 4-го, 5-го созывов.
Покончил жизнь самоубийством в 1961 году.